# Liste von Flugzeugtypen/A–B
Liste von Flugzeugtypen
A–B C–D E–H I–M N–S T–Z
A – B

## 3

### 3Xtrim Flugzeug-Fabrik
- 3Xtrim

## A

### AAA(American Affordable Aircraft)
- AAA Vision

### AAI(Aircraft Armaments Inc)
- AAI RQ-2 Pioneer
- AAI RQ-7 Shadow
- AAI Aerosonde, AAI XMQ-19

### AAMSA(Aeronáutica Agrícola Mexicana SA)
- AAMSA A9B-M

### AASI(Advanced Aerodynamics & Structures Inc)
- AASI Jetcruzer 450
- AASI Jetcruzer 500 P
- AASI Stratocruzer

### Abaris
- Abaris Golden Arrow

### A.B.C.(All British Engine Company)
- A.B.C. Robin

### Abe
- Abe Midget

### Abrams
- Abrams P-1 Explorer

### Abrial
- Abrial A-1
- Abrial A-2 Vautour
- Abrial A-3 Oricou
- Abrial A-5 Rapace
- Abrial A-12 Bagoas
- Abrial A-13 Buse
- Abrial A-260

### ABS Aircraft
- ABS Aircraft RF-9

### ACAZ(Ateliers de Construction Aéronautique de Zeebrugge)
- ACAZ T-2
- ACAZ C.2

### ACBA(Aéro Club du Bas Armagnac)
- ACBA Midour

### Ace
- Ace Baby Ace
- Ace Junior Ace

- Ace K-1

### Aceair
- Aceair AERIKS 200

### Aces High
- Aces High Cuby

### Ackland
- Ackland Legend

### ACLA(Aero Consult Light Aircraft)
- Sirocco

### Acme Aircraft Company
- Acme Centaur
- Acme Sierra
- Acme Sportsman

### AC Mobil 34
- AC Mobil 34 Chrysalin

### Acro Sport
- Acro Sport I
- Acro Sport II

### Activian
- Santa Ana VM-1

### A.D.(British Admiralty Air Department)
- AD Flying Boat
- AD Navyplane
- AD Scout (AD Sparrow)
- Handley Page Typ O

### AD Aerospace
- AD Aerospace T-211

### Adam
- Adam RA-14 Loisirs
- Adam RA-15 Major
- Adam RA-17

### Adam Aircraft Industries
- M-309 Carbonaero
- A500
- A700

### Adamoli-Cattani
- Adamoli-Cattani Jäger

### Adams Industries
- Adams T-211

### Adams-Toman Aircraft (ATA)
- ATA Cruiser

### Adaridin
- Adaridi AD 3

### Adaro
- Adaro Chirta

### Adcox
- Adcox 1-A
- Adcox Cloud Buster
- Adcox Special
- Adcox Student Prince

### Ader
- Ader Éole
- Ader Éole II
- Ader Éole III

### ADI(Aircraft Designs Inc)
- ADI Condor
- ADI Stallion
- ADI Sportster
- ADI Bumble Bee

### Adkins
- Adkins Midwing

### Adkisson
- Adkisson SJ-1 Head Skinner

### Advanced Aeromarine
- Advanced Aeromarine Carrera
- Advanced Aeromarine Buccaneer
- Advanced Aeromarine Sierra

### Advanced Aviation
- Advanced Aviation Cobra
- Advanced Aviation Explorer

### Advanced Composites Solutions
- ACS-100 Sora

### Advanced Soaring Concepts
- Advanced Soaring Concepts Falcon
- Advanced Soaring Concepts Spirit
- Advanced Soaring Concepts Apex

### Advanced Vehicle Engineers (AVE)
- AVE Mizar

### AEG(Allgemeine Elektricitäts-Gesellschaft, Abteilung Flugzeugbau,Hennigsdorf)
- AEG B.I
- AEG B.II
- AEG B.III
- AEG C.I
- AEG C.II
- AEG C.III
- AEG C.IV
- AEG C.IV.N
- AEG C.V
- AEG C.VI
- AEG C.VII
- AEG C.VIII
- AEG C.VIII.Dr.
- AEG D.I
- AEG D.II
- AEG D.III
- AEG DJ.I
- AEG Dr.I
- AEG F.1
- AEG G.I
- AEG G.II
- AEG G.III
- AEG G.IV
- AEG G.V
- AEG-Hubschrauber
- AEG J.I
- AEG J.II
- AEG PE
- AEG R.I
- AEG Z.1
- AEG Z.2
- AEG Z.3
- AEG Z.6
- AEG Z.9
- AEG Wagner Eule

### AEKKEA-RAAB
(Anonymos Etaireia Kataskevis Kai Ekmetallefseos Aeroplanon 
- Societe Anonyme Pour la Fabrication et l’Exploitation des Avions Raab)
- AEKKEA-RAAB R-29

### Aer Lualdi
siehe auch Lualdi-Tassotti
- Aer Lualdi L.55
- Aer Lualdi L.57
- Aer Lualdi L.59

### Aer Pegaso
- Aer Pegaso M 100 S

### Aerauto
- Aerauto PL.5C

### AEREON
- AEREON Dynairship
- AEREON VectoRotor
- AEREON WASP
- AEREON III
- AEREON 26

### Aerfer(Industrie Meccaniche Aeronautiche Meridionali)
- Aerfer Ariete
- Aerfer Leone
- Aerfer Sagittario II
- Aerfer-Aermacchi AM-3

### Aerial Distributors
- Distributor Wing DWI-1

### Aerial Experiment Association (AEA)
- AEA Red Wing („Aerodrome #1“)
- AEA White Wing („Aerodrome #2“)
- AEA June Bug („Aerodrome #3“)
- AEA Silver Dart („Aerodrome #4“)
- AEA Cygnet („Aerodrome #5“)

### Aerial Transport
- Aerial Transport VBL-1

### Aériane
- Aériane Sirocco
- Aériane SWIFT

### Aeritalia SpA
- AM 3 C
- Fiat G.91
- Aeritalia G.222

### Aermacchi
- AM.3C
- AM-X
- M 290TP RediGO
- M 311
- M 324
- Alenia Aermacchi M-346
- MB 326
- MB 335
- MB 338
- MB 339
- MB 340
- S 205
- S 208
- S 211
- SF 260
- Aermacchi Lockheed AL 60

### Aero
- A.10
- A.11
- A.12
- A.14
- A.15
- A.16
- A.17
- A.18
- A.19
- A.20
- A.21
- A.22
- A.23
- A.24
- A.25
- A.26
- A.27
- A.29
- A.30
- A.32
- A.34
- A.35
- A.38
- A.42
- A.46
- A.100
- Ab.101
- A.101
- A.102
- A.104
- A.125
- A.130
- A.134
- A.200
- A.204
- A.211
- A.230
- A.300
- A.304
- A.330
- A.430
- Ab-11
- Ae-01
- Ae-02
- Ae-03
- Ae-04
- Ae-10
- Ae-45, Ae-145 Super Aero, Ae-245 & Ae-345
- Ae-50
- Ae-270 Ibis
- C-3 Lizenzbau Siebel Si 204
- C-104 Lizenzbau Bücker Bü 131
- L-29 Delfin
- L-29A Delfin Akrobat
- L-39 Albatros
- L 139
- L 59
- L 159 Alca
- L-60 Brigadyr
- MB.200 Lizenzbau

### Aero Adventure Aviation
- Aero Adventure Aventura
- Aero Adventure Barracuda
- Aero Adventure KP 2U-Sova
- Aero Adventure Toucan
- Aero Adventure Pegasus

### Aero Boero
- Aero Boero 260AG
- Aero Boero AB-95
- Aero Boero AB-115
- Aero Boero AB-150
- Aero Boero AB-180
- Aero Boero AB-183
- Aero Boero AB-210

### Aero Bravo
- Aero Bravo Bravo 700
- Aero Bravo Sky Ranger

### Aero-Cam
- Aero-Cam Slick 360

### Aerocar
- Aerocar
- Aerocar model 3

### Aero Commander
siehe auch: Aero Design and Engineering Company, Rockwell
- Aero Commander 100
- Aero Commander 200
- Aero Commander 500
- Ag Commander
- Jet Commander
- Thrush Commander

### Aero Composites
- Aero Composites Sea Hawker

### Aero-Craft
- Aero-Craft Aero-Coupe

### Aero Design Associates
- Aero Design DG-1

### Aero Design and Engineering Company
siehe auch: Aero Commander, Rockwell
- Aero Commander

### Aero Designs
- Aero Designs Pulsar
- Aero Designs Pulsar XP

### Aero-Difusión
- Aero-Difusión D11 Compostela
- Aero-Difusión D-112 Popuplane
- Aero-Difusión D-119 Popuplane
- Aero-Difusión D-1190S Compostela

### Aero Dynamics
- Aero Dynamics Sparrow Hawk

### Aero Engineers Australia (AEA)
- AEA Explorer
- AEA Maverick

### Aero-Flight
- Aero-Flight Streak

### Aero Ltd.(Aero Sp.z o.o.)
- Aero AT-1
- Aero AT-2
- Aero AT-3
- Aero AT-4

### Aero Mirage(Aero Mirage Inc)
- Aero Mirage TC-2

### Aero Products(API/Aeronautical Products Inc)
- Aero Products A-1
- Aero Products A-3

### Aero Research Limited
- De Bruyne Snark

### Aero Resources
- Aero Resources J-2

### Aero Spacelines
- Aero Spacelines Guppy
- Aero Spacelines Mini Guppy
- Aero Spacelines Super Guppy

### Aero Sport
- Aero Sport S-2

### Aerocomp
- Aerocomp Comp Air 3
- Aerocomp Comp Air 4
- Aerocomp Comp Air 6
- Aerocomp Comp Air 7
- Aerocomp Comp Air 8
- Aerocomp Comp Air 10
- Aerocomp Comp Air 12
- Aerocomp Comp Air Jet

### AeroLites
- AeroLites Bearcat
- AeroLites Ag Bearcat
- AeroLites Sport Bearcat
- AeroLites AeroMaster AG
- AeroLites AeroSkiff

### Aeromarine
- Aeromarine 1909 Flying Boat
- Aeromarine 8
- Aeromarine 39
- Aeromarine 40
- Aeromarine 50
- Aeromarine 52
- Aeromarine 55
- Aeromarine 75
- Aeromarine 80
- Aeromarine 85
- Aeromarine 700
- Aeromarine AM-1
- Aeromarine AM-2
- Aeromarine AM-3
- Aeromarine AMC
- Aeromarine AS-1
- Aeromarine AS-2
- Aeromarine BM-1
- Aeromarine CO-L
- Aeromarine DH-4B
- Aeromarine EO
- Aeromarine EDO Model B
- Aeromarine HS
- Aeromarine M-1
- Aeromarine NBS-1
- Aeromarine PG-1
- Aeromarine WM
- Aeromarine Limousine Flying Boat
- Aeromarine Navy Flying Cruiser
- Aeromarine Messenger
- Aeromarine Sea Scout
- Aeromarine Seaplane
- Aeromarine Sportsman
- Aeromarine-Klemm AKL25
- Aeromarine-Klemm AKL26
- Aeromarine-Klemm AKL27

### Aeromot
- Aeromot Ximango AMT 100
- Aeromot Super Ximango AMT 200
- Aeromot Turbo Ximango AMT 300
- Aeromot Guri AMT 600

### Aeronautica de Jaen S.A.
- Aerojaen RF 5-AJ1

### Aeronautica Umbra S.A.
- AUT.18

### Aeronautical Engineering
- Aeronautical Engineering AE-5

### Aeronca
- Aeronca 7 Champion
- Aeronca 11 Chief
- Aeronca C-2
- Aeronca L-3

### Aeroprogress
- T-910 Courier

### Aérospatiale
- CM.170 Magister
- CM.175 Zéphyr
- Sud Aviation Caravelle
- Aerospatiale TB 30 Epsilon
- Aérospatiale SN 601 Corvette
- Concorde

### Aérospatiale-British Aircraft (BAC)
- Concorde

### Aérospatiale, MBB
- C-160 Transall

### Aerostyle
- Aerostyle Breezer

### Aerotechnik
- Aerotechnik Vivat L 13

### Aerovolga
- Aerovolga LA-8

### AESL
- AESL CT-4 Airtrainer

### AGO(Apparatebau GmbH Oschersleben)
- AGO C.I Aufklärer
- AGO C.II Aufklärer
- AGO C.III Aufklärer
- AGO C.IV Aufklärer
- AGO SI Schlachtflugzeug
- AO 192 Kurier

### Agusta
- AZ.1
- AZ.8
- AZ.101G
- A106
- A109 Hirundo
- Agusta A119
- A129 Mangusta
- S.211

### Agusta-Bell
- AB-47 "Ranger"
- AB-204 "Iroquois" (Huey)
- AB-205 "Iroquois" (Huey)
- AB-206 Jet Ranger
- AB-212 "Iroquois" (Twin Huey)

### Ahrens
- Ahrens AR404

### Aichi Tokei Denki/Aichi Kōkūki
- B7A Ryūsei (Sternschnuppe) Alliierter Codename: Grace
- C4A nur Projekt
- D1A Alliierter Codename: Susie
- D3A Alliierter Codename: Val
- E3A
- E8A
- E10A
- E11A Alliierter Codename: Laura
- E12A
- E13A Alliierter Codename: Jake
- E16A Zuiun (Günstige Wolke) Alliierter Codename: Paul
- F1A
- H9A
- M6A Seiran (Gebirgsdunst)
- S1A Denkō (Blitz)

### AIDC(Aero Industry Development Center)
- AT-3 Tsu Chiang
- F-CK-1 Ching-Kuo (IDF)
- T-CH-1
- XC-2

### Air Couzinet
- Air Couzinet 10

### Air Craft Marine Engineering (ACME)
- ACME Anser

### Air TractorInc.
- Air Tractor AT-300
- Air Tractor AT-301
- Air Tractor AT-302
- Air Tractor AT-400
- Air Tractor AT-401
- Air Tractor AT-500
- Air Tractor AT-802
- Air Truck AT-802U COIN

### Airbus
- Airbus A220-100
- Airbus A220-300

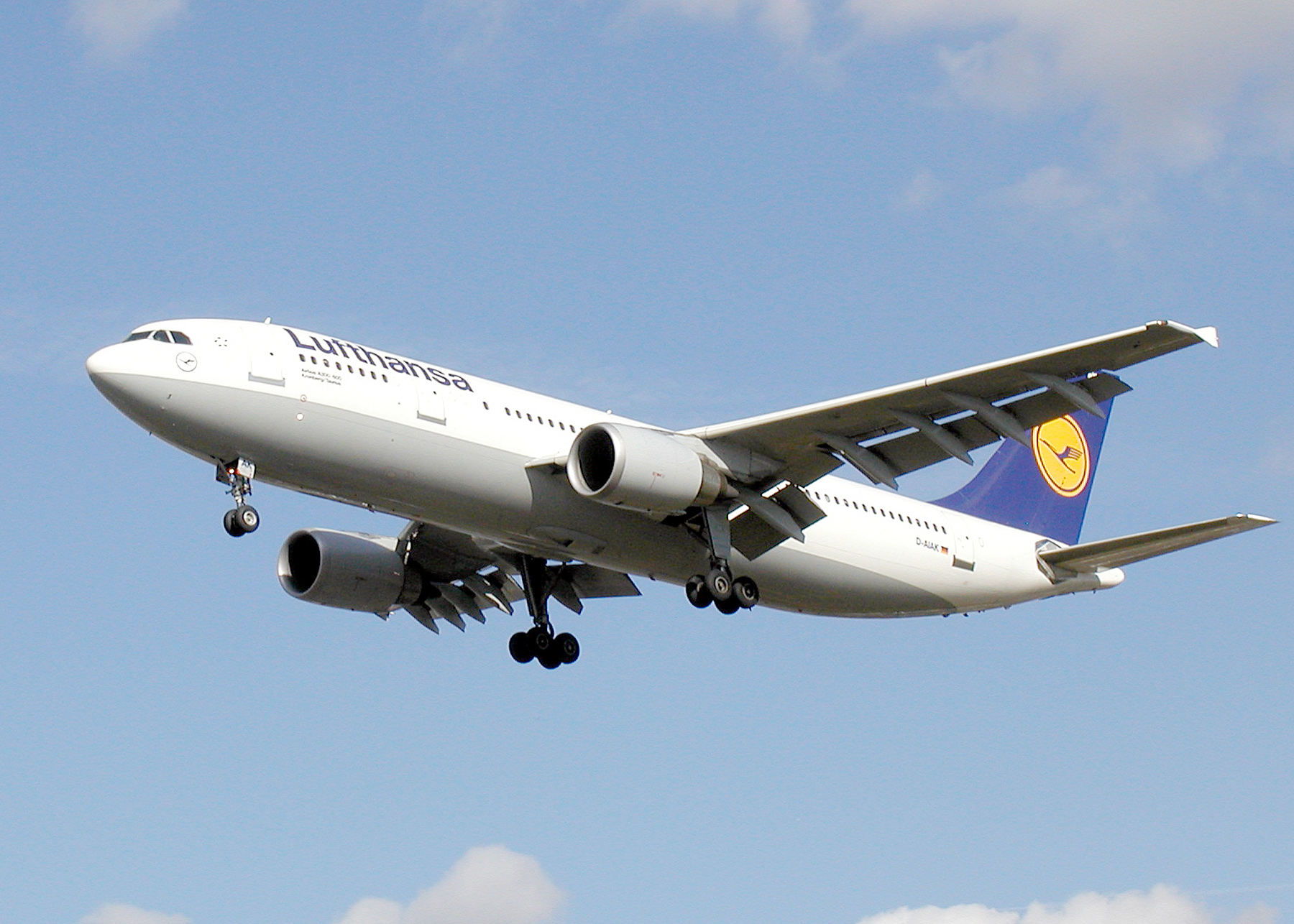
A300 der Lufthansa

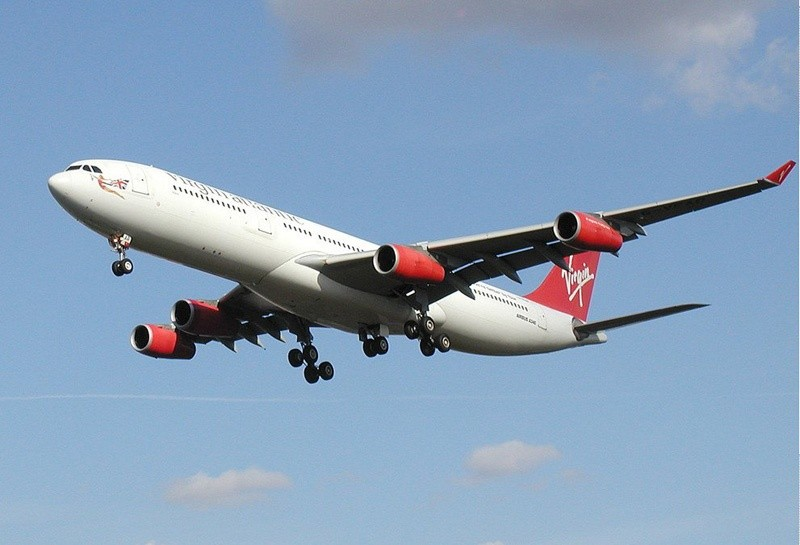
A340-300 der Virgin Atlantic

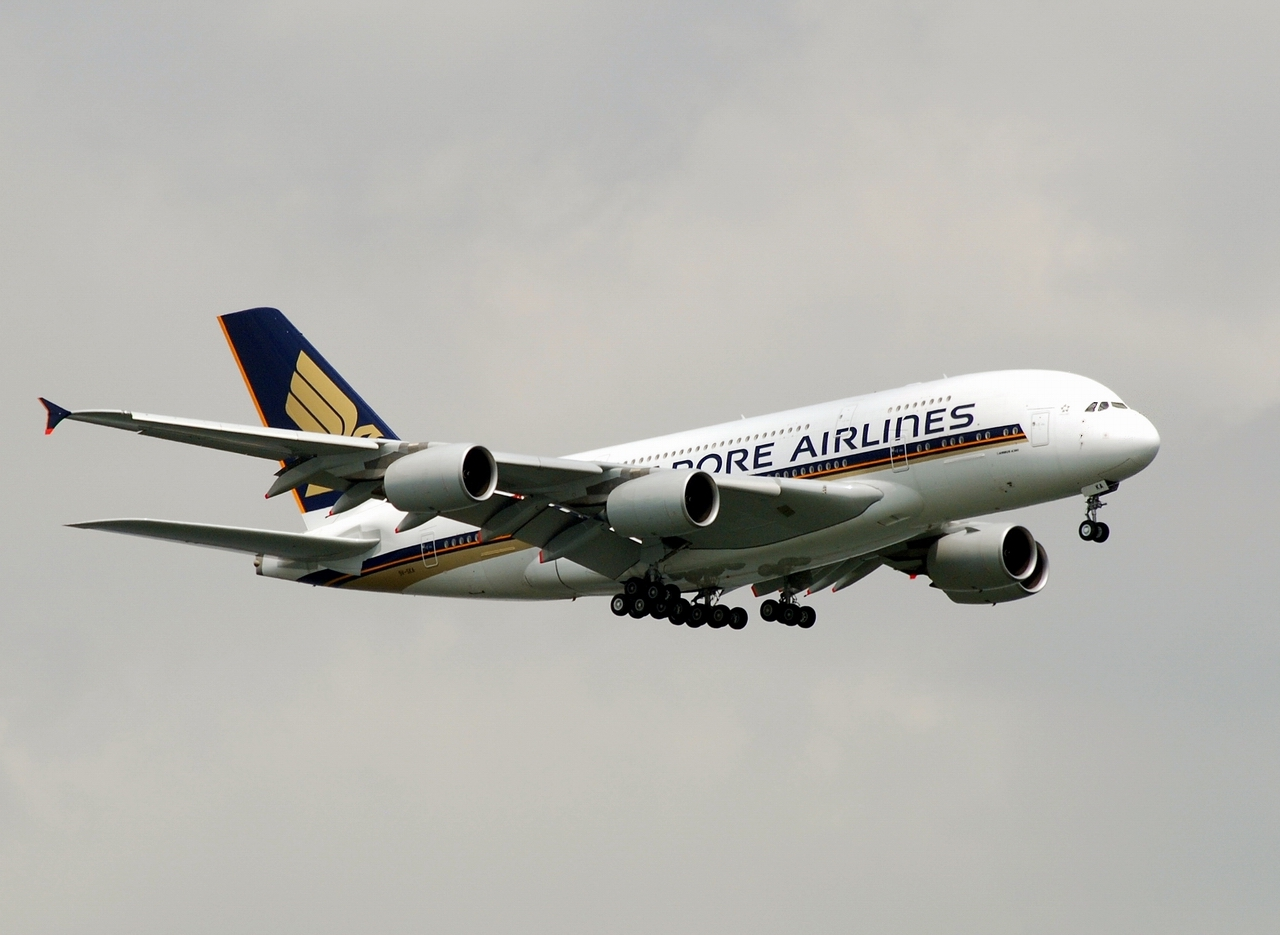
A380 der Singapore Airlines

- Airbus A300 B1, B2-100,B2-200, B2-300, B4-100, B4-200, B4-600, B4-600R, P2F
- Airbus A310 -200, -300, -304 MRT (Multi Role Transporter), -300 MRT MedEvac, -300 MRTT (Multi Role Tanker Transporter), P2F
- Airbus A320-Familie (Kurz- bis Mittelstrecke):
  - Airbus A318
  - Airbus A319
  - Airbus A319neo (New Engine Option)
  - Airbus A320
  - Airbus A320neo (New Engine Option)
  - Airbus A320 P2F (Passenger to Freighter, geplant)
  - Airbus A321
  - Airbus A321neo (New Engine Option)
  - Airbus A321neo LR (New Engine Option Long Range)
  - Airbus A321neo XLR (New Engine Option eXtra Long Range, geplant)
  - Airbus A321 P2F (Passenger to Freighter)
- Airbus A330 (zweistrahlig, Mittel- bis Langstrecke):
  - Airbus A330-200 (Langstreckenausführung mit verkürztem Rumpf)
  - Airbus A330-200F (Frachter)
  - Airbus A330 MRTT (Multi Role Tanker Transporter)
  - Airbus A330-300 (Hauptversion)
  - Airbus A330-300 Regional (geplant, geringeres MTOW, geringere Reichweite)
  - Airbus A330-800 (New Engine Option mit verkürztem Rumpf)
  - Airbus A330-900 (New Engine Option)
  - Airbus A330 P2F
- Airbus A340 (vierstrahlig, Langstrecke):
  - Airbus A340-200 (verkürzter Rumpf, Ultralangstreckenausführung der ersten Generation)
  - Airbus A340-200E (Verbesserte Version)
  - Airbus A340-300 (Hauptversion der ersten Generation)
  - Airbus A340-300E (Verbesserte Version)
  - Airbus A340-500 (verlängerter Rumpf, neue Ultralangstreckenausführung)
  - Airbus A340-500HGW (Verbesserte Version)
  - Airbus A340-600 (neue Langstreckanausführung mit nochmals erhöhter Kapazität)
  - Airbus A340-600HGW (Verbesserte Version)
- Airbus A350 (zweistrahlig, Langstrecke):
  - Airbus A350XWB-900
  - Airbus A350XWB-1000
- Airbus A380 (vierstrahlig, Langstrecke):
  - Airbus A380-800
  - Airbus A380-800F (geplante Frachtversion, nicht gebaut)
- Airbus A300-600ST Beluga
- Airbus A330-700L Beluga XL
- Airbus Corporate Jetliner
- Airbus A400M

### Airco(Aircraft Manufacturing Company)
- Airco D.H.1
- Airco D.H.2
- Airco D.H.3
- Airco D.H.4
- Airco D.H.5
- Airco D.H.6
- Airco D.H.9
- Airco D.H.10
- Airco D.H.11
- Airco D.H.15 Gazelle
- Airco DH.16
- Airco DH.18

### Aircraft Cooperative
- Aircraft Cooperative Mechta Russia AC-4

### Aircraft Designs Inc (ADI)
- ADI Stallion

### Aircraft Hydro-Forming
- Aircraft Hydro-Forming Bushmaster 2000

### Air Energy
- Air Energy AE-1 Silent

### Airfoil Development
- siehe Fischer Flugmechanik

### Airmaster
- Airmaster H2-B1

### Airspeed
- AS 4 Ferry
- AS 5 Courier
- AS 6 Envoy
- AS 8 Viceroy
- AS 10 Oxford
- AS 30 Queen Wasp
- AS 39 Fleet Shadower
- AS 45 Cambridge
- AS 51 Horsa
- AS 57 Ambassador
- AS 58 Horsa II
- AS 65 Consul

### Airtech
- Airtech CN-235

### Akaflieg
Die Flugzeugprojekte der studentischen Forschungsgemeinschaften sind im Artikel Akaflieg zusammengefasst.

### Akciju Sabiedriba Christine Backman
- P-3 Ikars

### Akron-Funk
- Akron-Funk C-92

### Albastar/AMS
- Apis/Bee

### Albatros Flugzeugwerke
- Albatros Al 101
- Albatros Al 102
- Albatros Al 103
- Albatros B (K351B), Wasser-Trainingsflugzeug
- Albatros B.I (DD-1 Typ L 1), Aufklärungs- und Schulflugzeug
- Albatros B.II (DD-2, L-2/30); unbewaffneter Aufklärer
- Albatros B.III (Typ L 5), Aufklärungsflugzeug
- Albatros C.I (Typ L 6), Aufklärer
- Albatros C.III (Typ L 10), Aufklärer
- Albatros C.V
- Albatros C.VII
- Albatros C.IX
- Albatros C.X, Aufklärer
- Albatros C.XII
- Albatros D.I, Jäger
- Albatros D.II, Jäger
- Albatros D.III, Jäger
- Albatros D.IV, Jäger (Prototyp)
- Albatros D.V, Einsitziger Jäger
- Albatros D.VII, Experimentalflugzeug
- Albatros D.XI, Experimentalflugzeug
- Albatros D.XII, Experimentalflugzeug
- Albatros Dr.I, Experimentalflugzeug (Jäger)
- Albatros Dr.II, Experimentalflugzeug (Jäger)
- Albatros G.I, Bomber (Prototyp)
- Albatros G.II, Bomber (Prototyp)
- Albatros G.III, Bomber
- Albatros H.I, Höhenversuchsflugzeug (Prototyp)
- Albatros I.1
- Albatros J.1, Schlachtflugzeug
- Albatros L 30, Standardtrainer
- Albatros L 58 Verkehrsflugzeug
- Albatros L 73 Verkehrsflugzeug
- Albatros L 75 Ass
- Albatros W.1, Wasseraufklärungsflugzeug
- Albatros W.2
- Albatros W.3
- Albatros W.4, Jäger (Wasserflugzeug)
- Albatros W.5, Torpedobomber (Wasserflugzeug)
- Albatros W.6
- Albatros W.7
- Albatros W.8
- Albatros W.9
- Albatros W.10
- Albatros WMZ

### Alenia
- Alenia C-27 Spartan
- Alenia G.222

### Alekseyev Central Hydrofoil Design Bureau
- A-90 Orljonok
- KM
- Lun
- SM-1
- SM-2
- SM-3
- SM-4
- SM-5
- SM-8
- Spasatel

### Alexander Schleicher
- siehe Schleicher

### Alexandrow /Kalinin
- AK-1

### Alexejew
- I-211
- I-212
- I-215
- 150

### Alisport
- Alisport Silent
- Alisport Silent 2
- Alisport Silent 2 Electro
- Alisport Silent 2 Targa

### Alliant
- Alliant RQ-6 Outrider

### Allied Aviation
- LRA 1
- LRA 2

### Alpavia S.A.
- Fournier RF-2
- Fournier RF 3, auch Alpavia RF 3

### Alpla Werke
- Avo 68

### Alter Werke
- Alter Typ A.I

### Am Eagle
- Am Eagle Eaglet
- Am Eagle American

### American Jet Industries
- American Jet Industries Hustler 400

### Ambrosini
- SAI.7
- SAI.107
- SAI.207
- SAI.403
- S.S.4
- Sagittario

### Amiot
- Amiot 20
- Amiot 22
- Amiot 23
- Amiot 24
- Amiot 110
- Amiot 120-Serie 120-125
- Amiot 130
- Amiot 140
- Amiot 141
- Amiot 142
- Amiot 143
- Amiot 144
- Amiot 147
- Amiot 150
- Amiot 340
- Amiot 351
- Amiot 352
- Amiot 353
- Amiot 354
- Amiot 355
- Amiot 356
- Amiot 357
- Amiot 370

### Amtorg
- Amtorg GST
- Amtorg MP-7

### AMX International
- AMX International AMX

### Anatra
- Anatra D
- Anatra Voisin-Iwanow

### Anonima Vercellese Industria Aeronautica(AVIA)
- AVIA FL.3

### Ansaldo
- Ansaldo A.1
- A.120
- S.V.A.5

### Antoinette(Société Antoinette)
- Antoinette IV
- Antoinette VII

### Antonow
- A-1
- A-2
- A-7
- A-9
- A-10
- A-11
- A-13
- A-15
- A-40
- An-2 (NATO-Codename: „Colt“), Tante Anna
- An-3
- An-4
- An-6
- An-8
- An-10 Ukraina
- An-12 („Cub“)
- An-13 („Clod“)
- An-14 Ptschelka (Biene)
- An-18
- An-20
- An-22 Antey / Antäus („Cock“)
- An-23A
- An-24 („Coke“)
- An-26 („Curl“)
- An-28 („Cash“)
- An-30 („Clank“)
- An-32 („Cline“)
- An-38
- An-50
- An-7x
- An-70
- An-71
- An-72 („Coaler“)
- An-74 („MadCap“)
- An-124 Ruslan („Condor“)
- An-140
- An-148
- An-158
- An-168
- An-174
- An-178
- An-180
- An-204
- An-218
- An-225 Mrija („Cossack“)
- An-325
- OKA-13
- OKA-38
- RF-4
- RF-7

### VEB Apparatebau Lommatzsch
- SG 38 Schulgleiter
- FES-530 „Lehrmeister“ /
- Libelle (Lom-55 / Lom-57 / Lom-58 / Lom-60)
- Lom-59 „Lo-Meise“
- Favorit (Lom-61 / Lom-62 / Lom-63 / Lom-64)

### Apex Aircraft
siehe auch Robin
- Robin DR 400
- Robin R3000
- Robin HR 200
- Alpha 120T
- Alpha 160A
- CAP G202
- CAP 10
- CAP 222
- CAP 232

### Applebay
- Applebay Chiricahua
- Applebay Mescalero
- Applebay Zia
- Applebay Zuni

### AQUILA
- Aquila A 210

### Arado Flugzeugwerke
- Ar 64
- Ar 65
- Ar 66
- Ar 67
- Ar 68
- Ar 69
- Ar 76
- Ar 77
- Ar 79
- Ar 80
- Ar 81
- Ar 95
- Ar 96
- Ar 195
- Ar 196
- Ar 197
- Ar 198
- Ar 199
- Ar 231
- Ar 232
- Ar 233
- Ar 234 Blitz
- Ar 240
- Ar 340
- Ar 396
- Ar 432
- Ar 440
- Ar E 555
- L I
- L II
- S I
- SC I
- SD I
- SD II
- SD III
- SSD I
- V I
- W II

### Arc Atlantique SARL
- Fournier RF-47

### Archangelski
- Ar-2

### Armstrong Whitworth
- F.K.3
- F.K.8
- F.K.10
- Atlas
- Awana
- Sea Hawk
- Siskin
- Starling
- R33
- A.W.15
- A.W.16
- A.W.23
- A.W.27 Ensign
- A.W.29
- A.W.34
- A.W.38 Whitley
- A.W.41 Albemarle
- A.W.52
- A.W.154 Argosy
- Armstrong Whitworth Argosy

### Arnoux
- Arnoux „Stablavion“
- Arnoux „Stabloplan“
- Arnoux „Simplex“ Racer
- Arnoux „HD14 sans Queue“

### Arsenal de l’Aéronautique
- Arsenal Air 100
- Arsenal 4111
- Arsenal O-110
- Arsenal VB-10
- Arsenal VG-33 und davon abgeleitet:
  - Arsenal VG-34
  - Arsenal VG-35
  - Arsenal VG-36
  - Arsenal VG-39
- Arsenal VG-70
- Arsenal VG-90
- Arsenal-Delanne 10

### ASJA(AB Svenska Järnvägsverkstädernas Aeroplanavdelning, siehe auch Svenska Aero)
- ASJA SA 14 Jaktfalken II
- ASJA F1
- ASJA L1 Viking
- ASJA L2
- ASJA L10
- ASJA L11
- ASJA Viking II

### Astra Société de Construction Aéronautique
- Astra Kapferer

### Astro Corporation
- Sisu 1A, Segelflugzeug

### ATEC
- 321 FAETA
- ZEPHYR 2000
- 212 SOLO

### Atlas Aviation
- Atlas Cheetah
- Atlas Oryx
- Atlas C4M

### Auster Aircraft / Taylorcraft (England)
- Auster Agricola
- Auster AOP
- Auster J/1
- Taylorcraft Auster
- Taylorcraft Plus C
- Taylorcraft Plus D

### Austral
- Austral AA-2 Mamba

### Australian Lightwing
- Australian Lightwing GR 912
- Australian Lightwing SP-4000 Speed
- Australian Lightwing SP-2000 Speed
- Australian Lightwing SP-6000

### Auto-Aero
- Auto-Aero Gobe R-26S

### Avia
- 156
- Avia-Fokker F.IX
- B.34
- B.35
- B.71
- B.122
- B.135
- B.158
- B.534
- BH-1
- BH-2
- BH-3
- BH-4
- BH-5 Boska
- BH-6
- BH-7
- BH-8
- BH-9
- BH-10 (B.10)
- BH-11 (B.11)
- BH-12
- BH-16
- BH-17 (B.17)
- BH-19
- BH-20
- BH-21 (B.21)
- BH-22
- BH-25
- BH-26
- BH-28
- BH-29
- BH-33
- F.39  (Fokker F.IX)
- S.92  (Messerschmitt Me 262)
- CS.92  (Messerschmitt Me 262 – Doppelsitzer)
- S.99  (Messerschmitt Bf 109G)
- CS.99  (Messerschmitt Bf 109G – Doppelsitzer)
- S-199  (Messerschmitt Bf 109G mit Junkers Jumo 211-Motor)
- CS-199  (Messerschmitt Bf 109G mit Junkers Jumo 211-Motor – Doppelsitzer)

### Aviat
- Aviat A1 Husky
- Aviat Pitts Special

### Aviatik Automobil- und Flugzeugwerke
Nicht zu verwechseln mit Aviatik Berg oder Berg!
- Aviatik B.I
- Aviatik B.II
- Aviatik C.I
- Aviatik C.II
- Aviatik C.III
- Aviatik C.V
- Aviatik C.VI
- Aviatik C.VIII
- Aviatik C.IX
- Aviatik D.II
- Aviatik D.III
- Aviatik D.IV
- Aviatik D.V
- Aviatik D.VI
- Aviatik D.VII

### Aviation Technology Group(ATG)
- ATG Javelin

### Aviation Traders
- ATL-90 Accountant
- ATL-98 Carvair

### Aviamilano
- F.250
- F.260
- P.19

### AVIC
- AG600

### Aviméta
- Aviméta 21
- Aviméta 88C.2
- Aviméta 132

### Avioane
- Avioane IAR-99 SOIM
- SOKO/Avioane J-22/IAR-93 ORAO

### Avions de Transport Regional (ATR)
Zusammenarbeit zwischen Alenia/EADS (früher: Alenia/Aérospatiale)
- ATR 42
- ATR 72

### Avions Fairey
- Firefly IIM
- Fox VI
- Tipsy B
- Tipsy Belfair
- Tipsy Junior
- Tipsy M
- Tipsy Nipper
- Tipsy S

### Avions Fournier
- Fournier RF-6B
- Fournier RF-9
- Fournier RF-10 (nur Fournier Aviation)

### Avions J.D.M
- Roitelet

### Aviotehase
- PN-3

### Avro
- Biplane
- Triplane
- Type D
- Avro Curtiss-type
- Duigan Biplane
- 500/Type E
- 501
- 502/Type E
- Burga Monoplane
- Avro Type F
- Avro Type G
- 503/Type H
- 504
- 508
- 510
- 511
- 514
- 519
- 521
- 522
- 523 Pike
- 528 Silver King
- 529
- 530
- 531 Spider
- 533 Manchester
- 534 Baby
- 536
- 538
- 539
- 546
- 547
- 548
- 549 Aldershot
- 552
- 555 Bison
- 557 Ava
- 558
- 560
- 561 Andover (1924)
- 562 Avis
- 566 Avenger
- 571 Buffalo
- 572 Buffalo II
- 576 (identisch mit Cierva C.9)
- 581 Avian
- 584 Avocet
- 594 Avian
- 604 Antelope
- 618 Ten
- 621 Tutor und Sea Tutor
- 624 Six
- 626 Prefect
- 627 Mailplane
- 631 Cadet
- 638 Club Cadet
- 639 Cabin Cadet
- 641 Commodore
- 643 Mk. II Cadet
- 652 Anson
- 671 Rota
- 679 Manchester
- 683 Lancaster
- 685 York
- 688 Tudor
- 691 Lancastrian
- 694 Lincoln
- 695 Lincolnian
- 696 Shackleton
- 698 Vulcan
- 701 Athena
- 706 Ashton
- 707
- 748 (später Hawker Siddeley HS.748, Avro 748)
- 780 (später Hawker Siddeley HS.780 Andover)

- RJ70
- RJ85
- RJ100

### Avro Canada
- CF-100 Canuck
- C-102 Jetliner
- CF-105 Arrow
- VZ-9AV Avrocar

### Ayres
- Ayres Let L-610
- Ayres LM200 Loadmaster
- Ayres Thrush

### Azcarate
- O-E-1
- Typ E

## B

### Baade
- 152

### Bachem
- Ba 349 Natter

### Bäumer
- B I Roter Vogel
- B II Sausewind
- B III Alsterwind
- B IV Sausewind
- B V Puck
- B VI Libelle

### Barkley-Grow
- Barkley-Grow T8P-1

### Barrows
- Bearhawk

### Bartel
- BM.2
- BM.4
- BM.5
- BM.6

### Bartini
- Stal-6
- Stal-7
- Stal-8

### Basler
- Basler BT-67

### Bay
- Bay Super „V“ Bonanza

### Bayerische Flugzeugwerke(BFW)
- BFW CL.I
- BFW CL.II
- BFW CL.III
- BFW Monoplan
- BFW N.I

### Beagle
- A.61 Terrier
- A.109 Airedale
- B.121 Pup
- B.125 Bulldog
- B.206
- B.206R Basset

### Beech/Beechcraft
- Beechcraft C-12 Huron
- Beechcraft Model 17 Staggerwing (C-43 Traveller)
- Beechcraft Model 18 Twin Beech (C-45/CT-128 Expeditor, AT-7 Navigator)
- Beechcraft Model 23 Musketeer/Musketeer Sport/Sierra/Sundowner (CT-134)
- Beechcraft Model 26 (AT-10 Wichita)
- Beechcraft Model 28 Destroyer (XA-38 Grizzly)
- Beechcraft 34 Twin-Quad
- Beechcraft Baron B55 (T-42 Cochise), 58
- Beechcraft Bonanza (Model 35) V35, F33 und A36
- Beechcraft King Air 90, 100, 200 (CT-145), 350
- Beechcraft Premier I
- Beechcraft 99 Airliner
- Beechjet
- Beechcraft 76 Duchess
- Beechcraft Model 60 Duke
- Beechcraft Queen Air (65/70/80/88)
- Beechcraft 77 Skipper
- Beechcraft Starship
- Beechcraft T-1 Jayhawk
- Beechcraft T-34 Mentor
- Beechcraft Travel Air
- Beechcraft Model 50 Twin Bonanza
- Beechcraft U-8 Seminole (Twin Bonanza oder Queen Air)
- Beechcraft U-21 Ute (früher C-6)
- Beechcraft 1900 Airliner

### Beecraft
- Beecraft Queen Bee
- Beecraft Honeybee
- Beecraft Wee Bee

### Bell
Für die Bell-Hubschraubertypen: siehe Liste der Hubschraubertypen (Bell Helicopter)
- X-1
- X-2
- X-5
- X-14
- XV-3 Convertiplan
- XV-15
- X-16
- X-22
- V-22 Osprey (mit Boeing)
- P-39 Airacobra
- XP-45
- XP-52
- P-59 Airacomet
- P-63 Kingcobra
- XP-76
- XP-77
- XP-83
- 65 ATV

### Bell/Agusta
- BA609 Tiltrotorflugzeug

weitere Modelle siehe auch unter A-B Agusta-Bell

### Bellanca
- Bellanca C-27 Airbus
- Bellanca Champ
- Bellanca Pacemaker
- Bellanca Skyrocket (Noorduyn)
- Bellanca Viking 300
- Bellanca WB-2 Columbia

### Beneš-Mráz
- Be-50 Beta Minor
- Be-52 Beta Major
- Be-60 Bestiola
- Be-250 Beta-Scolar
- Be-550 Bibi

### Benoist
- Benoist XII
- Benoist XIV
- Benoist Model C

### Bensen
- Bensen X-25

### Beresniak-Isajew
- BI-1 (auch bekannt als: Bolchowitinow BI-1)

### Berijew
- KOR-1
- MBR-2
- MBR-7
- MDR-5
- R-1
- Be-1 (Experimentalflugzeug)
- Be-2
- Be-4 auch als Berijew KOR-2 bekannt
- Be-6 (NATO-Codename: Madge)
- Be-8 (NATO-Codename: Mole)
- Be-10 (NATO-Codename: Mallow)
- Be-12 Tschaika (Seemöwe) (NATO-Codename: Mail)
- Be-30 (NATO-Codename: Cuff)
- Be-32
- Be-42
- Be-103
- Be-200
- A-50 AWACS
- A-60 Laserwaffe Experimentalflugzeug
- A-100 AWACS
- S-13 (Lockheed U-2 Nachbau)
- LL-143
- WWA-14

### Berliner-Joyce
- Berliner-Joyce FJ
- Berliner-Joyce F2J
- Berliner-Joyce P-16
- Berliner-Joyce XP-13 Viper

### B&F
- FK 9
- FK 12 Comet
- FK 14 Polaris

### Besson
- H-5
- H-6
- MB-411

### Bisnowat
- Bisnowat 5

### Blackburn
- B-1 Segrave
- B-2
- B-5 Baffin
- B-6 Shark
- B-20
- B-24 Skua
- B-25 Roc
- B-26 Botha
- B-37 Firebrand
- B-44
- B-48 Firecrest
- B-54
- B-88
- B-101 Beverley
- B-103 Buccaneer
- F.1 Turcock
- F.2 Lincock
- L.1 Bluebird
- R.1 Blackburn
- R.2 Airedale
- R.B.1 Iris
- R.B.2 Sydney
- R.B.3A Perth
- R.T.1 Kangaroo
- T.1 Swift
- T.2 Dart
- T.3 Velos
- T.4 Cubaroo
- T.5 Ripon
- T.B. Twin Blackburn

### Blériot
- Blériot IX
- Blériot XI
- Blériot XII
- Blériot XXI
- Blériot Parasol
- Blériot-SPAD S.33
- Blériot-SPAD S.46
- Blériot-SPAD S.48
- Blériot-SPAD S.56
- Blériot-SPAD S.66
- Blériot-SPAD S.86
- Blériot 110
- Blériot 111
- Blériot-SPAD S.116
- Blériot 117
- Blériot 125
- Blériot-SPAD S.126
- Blériot 127
- Blériot-SPAD C.128
- Blériot 137
- Blériot 165
- Blériot 195
- Blériot-SPAD S.510
- Blériot 5190

### Blériot-SPAD
- S.33
- S.34
- S.42
- S.51
- S.510

### Blériot-Zappata
- Blériot-Zappata 110

### Bley
- Bley M-Condor

### Bloch
- MB.60
- MB.61
- MB.80
- MB.81
- MB.90
- MB.110
- MB.120
- MB.130
- MB.131
- MB.132
- MB.133
- MB.134
- MB.135
- MB.140
- MB.151
- MB.152
- MB.155
- MB.157
- MB.160
- MB.161 Languedoc
- MB.162
- MB.170
- MB.174
- MB.175
- MB.176
- MB.177
- MB.178
- MB.200
- MB.201
- MB.202
- MB.210
- MB.210H
- MB.211
- MB.220
- MB.221
- MB.300 Pacifique
- MB.480
- MB.500
- MB.700
- MB.800

### Blohm & Voss (Hamburger Flugzeugbau)
- Blohm & Voss BV 40
- Blohm & Voss Ha 135
- Blohm & Voss Ha 136
- Blohm & Voss Ha 137
- Blohm & Voss BV 138
- Blohm & Voss Ha 139
- Blohm & Voss Ha 140
- Blohm & Voss BV 141
- Blohm & Voss BV 142
- Blohm & Voss BV 144
- Blohm & Voss BV 155
- Blohm & Voss P 188 Bomber Projekt
- Blohm & Voss P 200 Transatlantik-Flugboot - Projekt
- Blohm & Voss P 202 Jägerprojekt
- Blohm & Voss P 208 Jägerprojekt
- Blohm & Voss P 212 Jägerprojekt
- Blohm & Voss P 214 Bemannte Flugabwehrrakete - Projekt
- Blohm & Voss BV 222 Wiking
- Blohm & Voss BV 237 Projekt
- Blohm & Voss BV 238
- Blohm & Voss BV 246 Hagelkorn - Flugkörper

### Blume (Walter Blume Leichtbau und Flugtechnik GmbH)
- Blume Bl 500

### Boeing
- Boeing Model 1
- Boeing Model 2, 3, 4
- Boeing Model 5
- Boeing Model 15, 53, 54, 55, 67 – Boeing PW-9, P-4, P-7 & FB
- Boeing Model 21
- Boeing Model 40
- Boeing Model 50 – Boeing PB-1
- Boeing Model 66 – Boeing XP-8
- Boeing Model 69 – Boeing F2B
- Boeing Model 74, 77 – Boeing F3B Seahawk
- Boeing/Stearman Model 75 Kaydet
- Boeing Model 80
- Boeing Model 95
- Boeing Model 96 – Boeing XP-9
- Boeing Model 200/221 Monomail
- Boeing Model 203/204
- Boeing Model 205 – Boeing F5B
- Boeing Model 214, 215, 246 – Boeing YB-9, Y1B-9
- Boeing Model 83, 89, 99, 100, 101, 102, 218, 222, 223, 227, 234, 235, 251, 256, 267 – Boeing F4B, P-12
- Boeing Model 236 – Boeing F6B
- Boeing Model 247
- Boeing Model 266 – Boeing P-26
- Boeing Model 267 – Boeing P-29
- Boeing Model 273 – Boeing F7B
- Boeing Model 294 – Boeing XP-15
- Boeing Model 299 – Boeing B-17 Flying Fortress
- Boeing Model 307 Stratoliner
- Boeing Model 314 Clipper
- Boeing Model 316 – Boeing Y1B-20
- Boeing Model 344 – Boeing XPBB Sea Ranger
- Boeing Model 345 – Boeing B-29 Superfortress
- Boeing Model 345-2 – Boeing B-50 Superfortress
- Boeing Model 367 – Boeing C-97 Stratofreighter
- Boeing Model 367 – Boeing KC-97 Stratotanker
- Boeing Model 377 Stratocruiser
- Boeing Model 377 Guppy und Superguppy
- Boeing Model 400 – Boeing F8B
- Boeing Model 450 – Boeing B-47 Stratojet
- Boeing Model 451 – Boeing YL-15
- Boeing Model 464 – Boeing B-52 Stratofortress
- Boeing 707 und Boeing 720
  - Boeing Model 367-80 (Prototyp der Boeing 707-Serie)
  - Boeing E-3 Sentry – AWACS
  - Boeing E-6 Mercury
  - Boeing E-8 Joint STARS
- Boeing KC-135 Stratotanker
  - Boeing C-135 Stratolifter
  - Boeing EC-135
  - Boeing RC-135
- Boeing Model 733 - SST (Projekt)
- Boeing 717
- Boeing 727 alle zivile Varianten
- Boeing 737 alle zivile Varianten
  - Boeing P-8 Poseidon
  - Boeing C-40 Clipper
- Boeing 747 alle zivile Varianten
  - Boeing E-4
  - Boeing AL-1
- Boeing 757 alle zivile Varianten
- Boeing 767 alle zivile Varianten – B-767 Tanker
  - Boeing E-10 (Projekt)
- Boeing 7J7 (Projekt)
- Boeing 777
- Boeing Sonic Cruiser (Projekt)
- Boeing 787 "Dreamliner"
- Boeing Model 953 – Boeing YC-14
- Boeing X-20 Dyna-Soar
- Boeing X-32 JSF
- McDonnell Douglas/Boeing X-36
- Boeing X-37 Future-X
- Boeing X-40
- Boeing X-43A (unbemanntes Scramjet-Testflugzeug)
- Boeing X-45 (Drohne)
- Boeing X-46 (Drohne)
- Boeing X-48 (unbemanntes Testflugzeug)
- Boeing X-50 (Drohne)
- Boeing Y1 (In Entwicklung)
- Boeing Bird of Prey (Drohne)
- Bell-Boeing V-22 Osprey
- McDonnell Douglas/Boeing KC-10 Extender
- McDonnell Douglas/Boeing C-17 Globemaster III
- Boeing Pelican (Projektstudie)
- Boeing MD-11 (entwickelt von McDonnell Douglas)

### Bohemia(Flugzeugwerkstätten Pilsen)
- B-5 Erstes Flugzeug tschechoslowakischer Produktion

### Bolchowitinow
- DB-A
- Samoljot S  (auch bekannt als: BBS-1)
- BI-1 (auch bekannt als: Beresnjak-Isajew BI-1)

### Bölkow
- Bölkow Bo 46, Hubschrauber
- Bölkow Bo 102, bodengebundener Hubschrauber
- Bölkow Bo 103, Hubschrauber
- Bölkow Bo 105, Hubschrauber
- Bölkow 207, Sportflugzeug
- Bölkow 208 Junior, Leichtflugzeug
- Bölkow 209 Monsun, Reiseflugzeug
- Bölkow Phoebus,  A, A1, B, B1, C (Segelflugzeug)

### Bombardier Aerospace
- Learjet 31A
- Learjet 35
- Learjet 36
- Learjet 40
- Learjet 45
- Learjet 55
- Learjet 60
- Learjet 75[1]
- Challenger 300
- Challenger 600
- Challenger 601
- Challenger 604
- Challenger 605
- Challenger 800
- Challenger 850
- Global Express/BD-700-1A10
- Global Express XRS (Global 6000)
- Global 5000/BD-700-1A11
- Global 7000
- Global 8000
- BD-100
- CRJ100
- CRJ200
- CRJ440
- CRJ700
- CRJ900
- CRJ1000
- Q-Serie (offiziell De Havilland Canada DHC-8, Serien -100, -200, -300 und -400)
- Sentinel R1 zusammen mit Raytheon

### Boulton Paul
- Boulton Paul P.64
- Boulton Paul P.71
- Boulton Paul P.76
- Boulton Paul Balliol
- Boulton Paul Bittern
- Boulton Paul Defiant
- Boulton Paul Overstrand
- Boulton Paul Sea Balliol
- Boulton Paul Sidestrand

### Borowkow-Florow
- I-207

### Brandenburg
- Brandenburg W12

### Breda
- Breda 1 (Breda M-1)
- Breda A1
- Breda A4
- Breda SC4
- Breda A7
- Breda A8
- Breda A14
- Ba.15
- Ba.16
- Ba.19
- Ba.25
- Ba.26
- Ba.27
- Ba.28
- Ba.32
- Ba.33
- Ba.39
- Ba.42
- Ba.44
- Ba.46
- C.C.20
- Ba.64
- Ba.65
- Ba.75
- Ba.79
- Ba.82
- Ba.88 Lince (Luchs)
- Ba.201
- Ba.202 (nicht gebaut)
- BZ.303 Leone II (Löwe II)
- BZ.301 Leone III (Löwe III)

### Breda-Pensuti
- Breda-Pensuti Triplano (Dreidecker)

### Breda-Pittoni
- B.P.471

### Breda-Zappata
- B.Z.308

### Breguet
- Breguet Biplane
- Breguet 14 (XIV)
- Breguet 19 (XIX)
- Breguet 20 (XX) Leviathan
- Breguet Br.270, und davon abgeleitet:
  - Breguet Br.272
  - Breguet Br.273
  - Breguet Br.274
- Breguet Br.330
- Breguet Br.393T
- Breguet Br.462 Vultur
- Breguet Br.482
- Breguet Br.470 Fulgur
- Breguet Br.500 Colmar
- Breguet Br.521 Bizerte
- Breguet Br.530 Saigon
- Breguet Br.690, und davon abgeleitet:
  - Breguet Br.691
  - Breguet Br.694
  - Breguet Br.693
  - Breguet Br.695
- Breguet Br.730
- Breguet Br.760'er Baureihe Provence, Sahara, Universale
- Breguet Br.890'er Baureihe Mercure, Mars
- Breguet Br.901 Mouette, Segelflugzeug
- Breguet Br.905S Fauvette, Segelflugzeug
- Breguet 941
- Breguet Br.1001 Taon
- Breguet Br.1050 Alizé
- Breguet Br.1150 Atlantic

- BAC-Breguet Br.1210 Jaguar

### Brewster
- Brewster A-32
- Brewster A-34
- Brewster F2A Buffalo
- Brewster F3A Corsair
- Brewster SBA
- Brewster SB2A Buccaneer/Bermuda

### Bristol
- Bristol Boxkite
- Bristol Biplane Type T
- Bristol Prier
- Bristol Coanda (Eindecker)
- Bristol Gordon England
- Bristol Coanda (Doppeldecker)
- Bristol Typen 1–5 Scout
- Bristol T.T.A
- Bristol M.1 Monoplane Scout
- Bristol F.2 Fighter
- Bristol M.R.1
- Bristol Braemar
- Bristol Tourer
- Bristol Badger
- Bristol Babe
- Bristol Beaver
- Bristol Bullet
- Bristol Seely
- Bristol Racer
- Bristol Primary Trainer
- Bristol Bullfinch
- Bristol Bloodhound
- Bristol Jupiter-Fighter
- Bristol Advanced Trainers
- Bristol Berkeley
- Bristol Boarhound
- Bristol Type 62 Ten-seater
- Bristol Type 75 Ten-seater
- Bristol Brandon (Type 62)
- Bristol 92
- Bristol Badminton
- Bristol Brownie (Type 91)
- Bristol Bulldog (Type 105)
- Bristol Bagshot
- Bristol Type 101
- Bristol Bullpup (Type 107)
- Bristol Type 109
- Bristol Type 110
- Bristol Type 118
- Bristol Type 120
- Bristol Type 133
- Bristol Type 123
- Bristol Type 140
- Bristol Type 142
- Bristol Type 143
- Bristol Bombay (Type 130)
- Bristol Type 138
- Bristol Blenheim
- Bristol Type 146
- Bristol Type 148
- Bristol Beaufort (Type 152)
- Bristol Beaufighter (Type 156)
- Bristol Buckingham (Type 163)
- Bristol Brigand (Flugzeug) (Type 164)
- Bristol Buckmaster (Type 166)
- Bristol Brabazon (Type 167)
- Bristol 170 (Type 170)
- Bristol Sycamore (Type 171) Hubschrauber
- Bristol Belvedere – (Type 173 & 192) Hubschrauber
- Bristol Britannia (Type 175)
- Bristol Typ 188

### British Aerial Transport Co. Ltd./ B.A.T.
- F.K.22
- F.K.23 Bantam
- F.K.24 Baboon
- F.K.26 Commercial
- F.K.28 Crow

### British Aircraft Corporation / BAC
- BAC 1-11 One-Eleven
- BAC 145 Jet Provost
- BAC 167 Strikemaster
- BAC Canberra
- BAC Lightning
- BAC TSR.2
- BAC VC10
- BAC-Breguet Jaguar
- BAC-Sud Aviation Concorde

### British Aircraft Manufacturing / British Klemm Aeroplane Company
- British Klemm / British Aircraft Swallow
- British Klemm / British Aircraft Eagle
- British Aircraft Cupid
- British Aircraft Double Eagle

### British Aerospace / BAe
(British Aerospace)
- BAC Jet Provost
- BAC TSR-2
- BAe 125 (C-29)
- BAe 146 (ab 1993 Avro RJ)
- BAe 748
- BAe ATP
- BAe CT-155 Hawk (Canadian Armed Forces)
- BAe Dominie
- BAe EAP
- BAe Hawk
- BAe Jetstream 31/32
- BAe Jetstream 41
- BAe Nimrod
- BAe T-45 Goshawk

### Britten-Norman
- Britten-Norman BN-1 Finibee
- Britten-Norman BN-2 Islander
- Britten-Norman BN-2T Defender
- Britten-Norman Trislander
- Britten-Norman BN-3 Nymph

### TU Braunschweig, Institut für Luftfahrtmeßtechnik und Flugmeteorologie
- LF1 Zaunkönig

### Bücker Flugzeugbau
- Bü 131 Jungmann
- Bü 133 Jungmeister
- Bü 134
- Bü 180 Student
- Bü 181 Bestmann
- Bü 182 Kornett

### Budd
- Budd RB-1 Conestoga (C-93)

### Buhl
- Buhl Airsedan CA-5
- Buhl Bull Pup LA-1/2
- Buhl Senior Airsedan CA-3
- Buhl Sport Airsedan CA-3C
- Buhl Standard Airsedan CA-6

### Buhl-Verville
- Airster CA-3

### Burgess
- Burgess H
- Burgess-Dunne AB-7
- Burgess-Dunne AH-7
- Burgess-Dunne AH-10
- Burgess-Dunne BDF
- Burgess-Dunne BDH

### Burnelli
- Burnelli-Carisi Doppeldecker
- Burnelli-Continental KB-1
- Burnelli-Continental KB-3
- Lawson C-2
- CB-16 auch: Uppercu-Burnelli CB-300
- CBY-3 gebaut von: Canadian Car and Foundry
- GX-3 auch: Uppercu-Burnelli UB-SS
- OA-1 auch: Cunliffe-Owen Clyde Clipper
- RB-1
- RB-2
- UB-14
- UB-20

### Buscaylet-de Monge
- Typ 5/2
- Typ 7/4 bzw. 7/5